# Alaksiej Kalużny
Alaksiej Mikałajewicz Kalużny (biał. Аляксей Мікалаевіч Калюжны, ros. Алексей Николаевич Калюжный - Aleksiej Nikołajewicz Kalużnyj; ur. 13 czerwca 1977 w Mińsku) – białoruski hokeista, reprezentant Białorusi, trzykrotny olimpijczyk, trener

## Kariera zawodnicza
- Dinamo Moskwa (1994–1995)
- Nieftiechimik Niżniekamsk (1995–1996)
- Dinamo Moskwa (1996–2000)
- Mietałłurg Magnitogorsk (2000–2002)
- Siewierstal Czerepowiec (2002–2004)
- Junost' Mińsk (2004)
- Awangard Omsk (2004–2008)
- Dinamo Moskwa (2008–2010)
- Awangard Omsk (2010–2012)
- Łokomotiw Jarosław (2012–2013)
- Dynama Mińsk (2013–2016)

Wychowanek Junosti Mińsk. Od 2012 do lipca zawodnik Łokomotiwu Jarosław (był kapitanem drużyny). Od września 2013 zawodnik Dynama Mińsk. W 2013 rozegrał mecz numer 1000 w rozgrywkach o mistrzostwo Rosji (jako czwarty zawodnik w historii). Od 2013 do 2016 był kapitanem drużyny. Odszedł z Dynama Mińsk po sezonie KHL (2015/2016).
Uczestniczył w turniejach mistrzostw świata w 1997 (Grupa B), 1998, 1999, 2000, 2001, 2002 (Dywizja I), 2003, 2004 (Dywizja I), 2008, 2009, 2010, 2012, 2015, 2016 oraz zimowych igrzysk olimpijskich 1998, 2006, 2010.

## Kariera trenerska
W 2018 został asystentem w sztabie szkoleniowym Junostii Mińsk. Odszedł ze stanowiska w czerwcu 2020.

## Sukcesy
Reprezentacyjne
- Czwarte miejsce w turnieju zimowych igrzysk olimpijskich: 2002
- Awans do MŚ Elity: 2002, 2004

Klubowe
- Złoty medal mistrzostw Rosji: 1995, 2000 z Dinamem Moskwa i 2001 z Mietałłurgiem Magnitogorsk
- Srebrny medal Mistrzostw Rosji: 2009 z Dinamo Moskwa, 2006, 2012 z Awangardem
- Brązowy medal mistrzostw Rosji: 1999 z Dinamo Moskwa, 2002 z Mietałłurgiem Magnitogorsk, 2007 z Awangardem
- Puchar Spenglera: 2008 z Dinamo Moskwa
- Puchar Mistrzów: 2005 z Awangardem
- Puchar Kontynentu: 2011 z Awangardem

Indywidualne
- Mistrzostwa świata 2002 Dywizji I Grupy A:
  - Pierwsze miejsce w klasyfikacji asystentów turnieju: 7 asyst
  - Pierwsze miejsce w klasyfikacji kanadyjskiej turnieju: 10 punktów
- Mistrzostwa świata 2004 Dywizji I Grupy A:
  - Pierwsze miejsce w klasyfikacji asystentów turnieju: 13 asyst
  - Pierwsze miejsce w klasyfikacji kanadyjskiej turnieju: 19 punktów
- KHL (2008/2009):
  - Nagroda „Sekundy” (dla strzelca najszybszego gola w meczu) - strzelił bramkę w 8. sekundzie meczu
- Mistrzostwa Świata w Hokeju na Lodzie 2009/Elita:
  - Jeden z trzech najlepszych zawodników reprezentacji na turnieju
- Mistrzostwa Świata w Hokeju na Lodzie 2010/Elita:
  - Jeden z trzech najlepszych zawodników reprezentacji na turnieju
- KHL (2011/2012):
  - Mecz Gwiazd KHL
- Mistrzostwa Świata w Hokeju na Lodzie 2012/Elita:
  - Jeden z trzech najlepszych zawodników reprezentacji na turnieju
- KHL (2013/2014):
  - Nagroda za Wierność Hokejowi[7]
- Mistrzostwa Świata w Hokeju na Lodzie 2014/Elita:
  - Jeden z trzech najlepszych zawodników reprezentacji na turnieju[8]
- Mistrzostwa Świata w Hokeju na Lodzie 2015/Elita:
  - Jeden z trzech najlepszych zawodników reprezentacji na turnieju[9]

Wyróżnienia
- Zasłużony Mistrz Sportu Republiki Białorusi: 2002[10]
- Hokeista Roku na Białorusi: 2010, 2015